# Freedom (chanson d'Alice Cooper)
Pour les articles homonymes, voir Freedom.
Singles de Alice Cooper
Teenage Frankenstein
(1987) Poison
(1989)
Freedom est un single  d'Alice Cooper extrait de l'album Raise Your Fist and Yell sorti en 1987. Le titre a été écrit et composé par Alice Cooper et Kane Roberts. Il s'agit de l'unique single de l'album Raise Your Fist and Yell et est sorti le 26 octobre 1987.
Les paroles ont été écrites pour le groupe Parents Music Resource Center (P.M.R.C), un lobby mené par quatre femmes d'hommes politiques dans les années 1980, qui selon Alice Cooper, ne devrait pas être pris au sérieux,. Cooper ajoute que les membres du P.M.R.C ne comprennent pas que les adolescents qui écoutent du heavy metal avec des paroles explicites, ont grandi avec des films du style Vendredi 13. Freedom fait exception, le titre à l'époque, ne fut pas censuré à sa sortie.
Le clip vidéo a été tourné durant les répétitions de la tournée. Le single s'est classé au Royaume-Uni à la 50e position. Freedom est le dernier single d'Alice Cooper édité par le label MCA Records.

## Liste des titres
| Pays        | Format      | Catalogue       | Notes                                 |
| MCA Records | MCA Records | MCA Records     | MCA Records                           |
| ----------- | ----------- | --------------- | ------------------------------------- |
| États-Unis  | Vinyle 7"   | MCA 53212       |                                       |
| États-Unis  | Vinyle 7"   | MCA 53212       | Promo                                 |
| États-Unis  | Vinyle 10"  |                 |                                       |
| États-Unis  | Vinyle 12"  | MCAL33-17416    | Promo                                 |
| États-Unis  | K7 audio    | MCAC 53212 (??) |                                       |
| Royaume-Uni | Vinyle 7"   | MCA 1241        |                                       |
| Royaume-Uni | Vinyle 12"  | MCAT 1241       | contient School's Out live.           |
| Royaume-Uni | Vinyle 12"  | MCAX 1241       | contient School's Out live.           |
| Royaume-Uni | Vinyle 12"  | WMCAT 1241      | contient School's Out live. Promo DJ. |
| Allemagne   | Vinyle 7"   | MCA 258138-7    |                                       |
| Allemagne   | Vinyle 12"  | MCA 258137-0    | contient School's Out live.           |
| Japon       | Vinyle 7"   | MCA             |                                       |

| A. | Freedom      | 3:52 |
| B. | Time to Kill | 3:45 |

| A.  | Freedom             | 4:09 |
| B1. | School's Out (live) | 3:11 |
| B2. | Time to Kill        | 3:43 |

## Composition du groupe
- Alice Cooper – chants
- Kane Roberts – guitare
- Kip Winger – basse
- Paul Horowitz – claviers
- Ken K.Mary – batterie